# 称往院
称往院（しょうおういん）は、東京都世田谷区にある浄土宗の寺院。「烏山寺町」を構成する26の寺院の1つである。

## 概要
1596年（慶長元年）、白誉称往上人によって開山される。元々は湯島に位置していたが、1657年（明暦3年）の明暦の大火で浅草芝崎村（現・東京都台東区西浅草）に移転。その後、1923年（大正12年）9月には関東大震災に罹災し、1927年（昭和2年）に現在地に移転した。
墓地には、江戸時代の俳諧師・宝井其角や、明治大正期に日本近代製鉄業の礎を築いた田中家の墓がある。

## 蕎麦禁制の碑

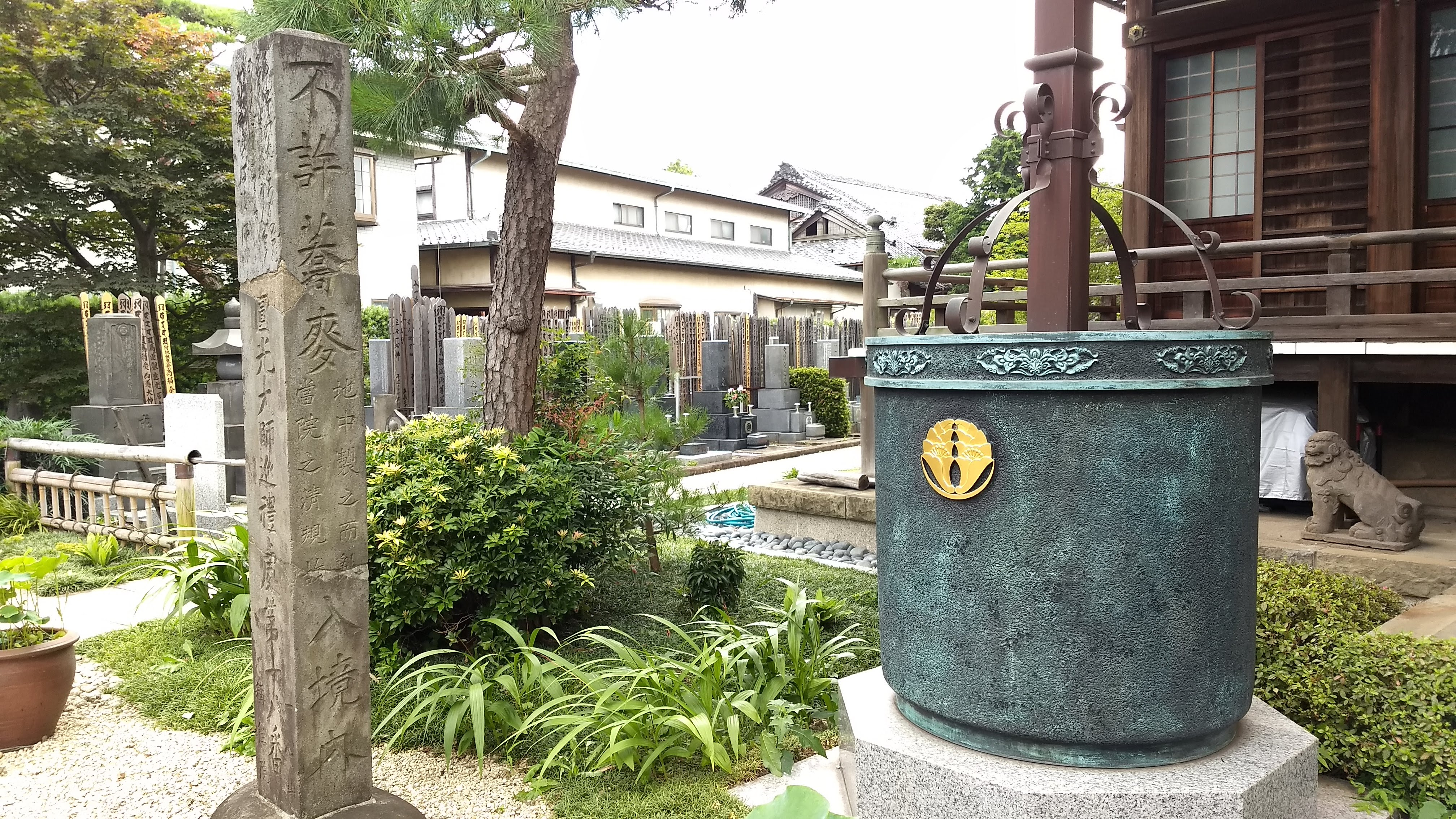
蕎麦禁制の碑

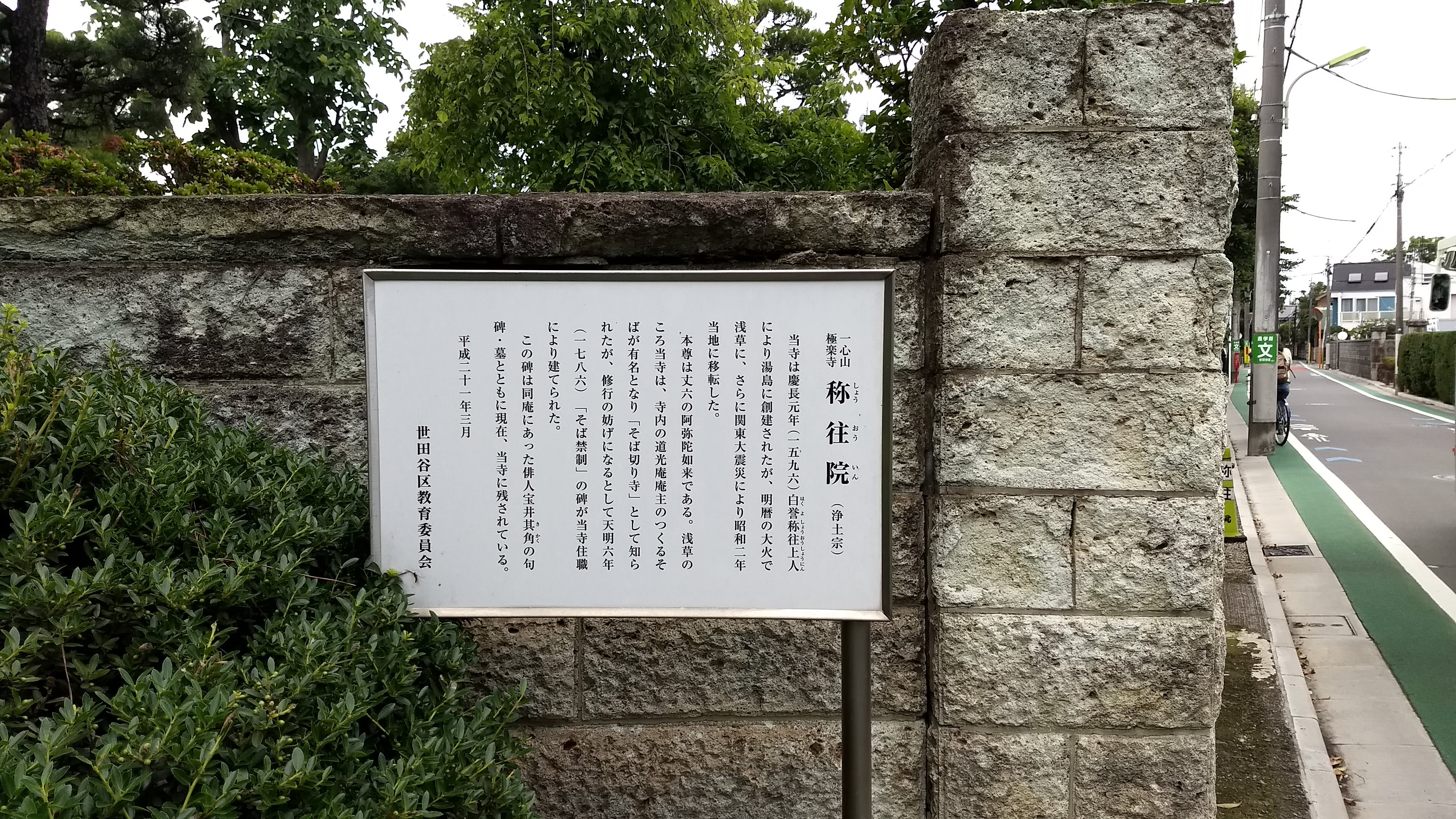
説明書きの看板

当院門前の左には、側面に「不許蕎麥地中製之而亂當院之清規故入境内」と刻まれた、角柱の石碑がある。これは「蕎麦禁制の碑」とも呼ばれる碑で、以下の由来がある。
かつての浅草時代の称往院の境内には、「道光庵」と呼ばれる塔頭があった。道光庵の庵主は信濃国の出身で、蕎麦打ちの腕前も名人級と評判であった。彼が打った蕎麦を檀家にふるまったところ評判になり、境内はそばを目当ての多くの人で賑わった。しかし人が集まりすぎ、本来の寺としての活動の支障になったため、とうとう住職が蕎麦の提供を禁止し、その旨の石碑を建てて締めだした。移転の際、いつしか土に埋もれていたこの碑も掘り出されて運ばれ、門前に建て直されたものである。現在、蕎麦屋の名称に「○○庵」と名付けるものがあるのは、この道光庵の蕎麦の故事の名残である。

## 交通アクセス
- 千歳烏山駅より徒歩15分。